# Express (Radsportteam)
Express war ein von 1937 bis 1960 bestehendes professionelles deutsches Radsportteam. Sponsor waren die Express Werke aus Neumarkt in der Oberpfalz in Bayern, das Fahrräder und Motorräder produzierte.

## Geschichte
1937 begann Express mit dem Aufbau einer professionellen Mannschaft von Straßenradsportlern.
Nach dem Zweiten Weltkrieg gehörte Express zu den ersten deutschen Unternehmen der Zweiradindustrie, die ihr Sponsoring im Berufsradsport wieder aufnahmen. Ende 1960 beendete Express sein Engagement im Profiradsport. Zu den größten Erfolgen der Mannschaft zählten die Siege in dem Etappenrennen Grünes Band der IRA 1948 (Philipp Hilbert), bei Rund um Köln 1948 (Matthias Pfannenmüller), in der Europameisterschaft der Steher (Lothar Schiller) und in der Vier-Kantone-Rundfahrt 1956 (Walter Becker).

## Erfolge
1938
- eine Etappe Internationale Deutschland-Rundfahrt

1948
- Gesamtwertung und eine Etappe Grünes Band der IRA
- Rund um Köln

1949
- vier Etappen Grünes Band der IRA

1955
- Europa-Meisterschaft Steher

1956
- Vier-Kantone-Rundfahrt

## Bekannte Fahrer
- Walter Becker
- Philipp Hilbert
- Ernst Nievergeldt
- Matthias Pfannenmüller
- Lothar Schiller
- Gerhard Stubbe